# Литвинов Олексій Ігорович
Олексі́й І́горович Литви́нов (6 липня 1954, Харків — 9 грудня 2014, Київ, Україна) — український хореограф, лауреат міжнародних конкурсів, заслужений працівник культури України, багаторазовий чемпіон України з бальних танців.

## Професійні досягнення
Засновник і художній керівник Народного ансамблю бального танцю «Горизонт». Заслужений працівник культури України. У 2001—2003 роках завідував кафедрою бальної хореографії Харківської державної академії культури, доцент. Викладав дисципліни: «Європейський бальний танець та методика його викладання», «Латиноамериканський бальний танець та методика його викладання».
Працював з багатьма українськими та іноземними виконавцями. Серед його учнів — чемпіони та призери світу та Європи, переможці та призери фестивалю бального танцю в місті Блекпул (Англія), чемпіони України, Сполучених Штатів Америки, Росії, Ізраїлю, Німеччини, Канади, Австрії, Португалії. Найвідоміші з них: В'ячеслав Крикливий — чемпіон світу та Європи, Каріна Смірнова — призер чемпіонату світу, чемпіон США серед професіоналів, Дмитро та Ольга Сукачови — бронзові призери США, — Наталя Паніна — чемпіонка Нідерландів, Сергій Мялиця — чемпіон світу серед юніорів.
Олексій Литвинов виступав в ролі судді популярних телепроєктів Танці з зірками на каналі 1+1, Танцюють всі! на каналі СТБ. Хореограф був президентом Міжнародної Федерації бального танцю України.
За значний внесок у розвиток бальної хореографії в Україні О. І. Литвинов у 2001 році нагороджений Федерацією спортивного танцю України премією «Золота відзнака».
Помер внаслідок тривалої онкологічної хвороби.

## Особисте життя
Олексій Литвинов мешкав у Харкові. Мав двох дітей: син Ярослав (1979, мешкає у США) і донька Марія (1992, мешкає у Харкові).